# Miguelito Valdés (Sänger)

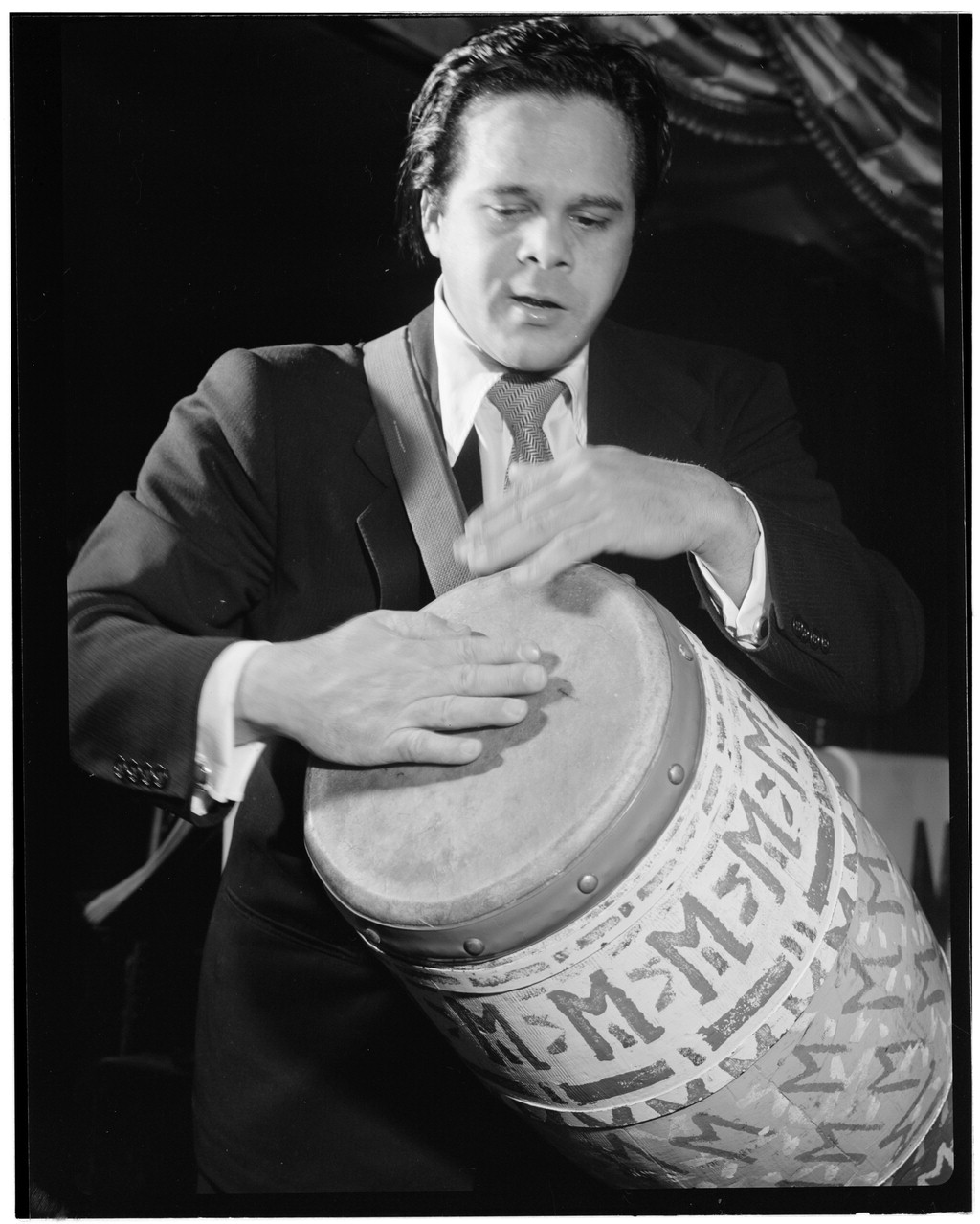
Miguelito Valdez (1946–1948)

Miguel Ángel Eugenio Lázaro Zacarías Izquierdo Valdés Hernández (* 6. September 1912 in Havanna; † 9. November 1978 in Bogotá), bekannt als Miguelito Valdés bzw. Mr. Babalú, war ein kubanischer Sänger, Bandleader und Schauspieler.

## Leben
Valdés war in seiner Kindheit in Havanna u. a. mit Arsenio Rodríguez, Chano Pozo und Félix Chappottín befreundet. Nach sechsjährigem Schulbesuch begann er im Alter von elf Jahren eine Ausbildung als Automechaniker. Später betätigte er sich als Amateurboxer und wurde 1929 kubanischer Champion im Weltergewicht. Seine Laufbahn als Musiker begann er schließlich als Mitglied des Sexteto Habanero Juvenil. Nach zwei Jahren Gitarren- und Gesangsunterricht bei María Teresa Vera wurde er Chorussänger des Sexteto Occidente.
Von 1933 bis 1936 lebte er in Panama und war dort ab 1934 Sänger im Orchester von Lucho Azcarraga. Nach seiner Rückkehr holte ihn Manolo Castro in seine Band Los Hermanos Castro. Mit mehreren anderen Musikern trennte er sich 1937 von dieser Band und gründete das Orquesta Casino de Playa (u. a. mit Anselmo Sacasas, Walfredo de los Reyes und Guillermo Portela). Das Orchester bekam tägliche Sendungen beim Radiosender CMQ, unternahm Konzerttourneen durch Lateinamerika und nahm bei RCA Victor mehr als 200 Singles auf, darunter auch Margarita Lecuonas Babalú Aye (1939), den Hit, nach dem er den Namen Mr. Babalú bekam.
Nachdem er Anfang 1940 noch mehrere Titel als Sänger mit dem Orquesta Havana-Riverside unter Leitung von Enrique González Mántici aufgenommen hatte, ging Valdés im Mai des Jahres mit Anselmo Sacasas nach New York. Sacasas gründete dort ein eigenes Orchester (dem auch der siebzehnjährige Tito Puente angehörte), während Valdés kurze Zeit mit Alberto Iznagas Orquesta Siboney (dem auch Machito als Sänger angehört) auftrat, bevor ihn Xavier Cugat mit einem Fünfjahresvertrag in sein Orchester holte.
Mit Cugat entstanden Plattenaufnahmen bei RCA Victor und Columbia Records; er trat mit Cugats Orchester im Waldorf Astoria New York auf und wirkte in mehreren Hollywoodfilmen mit, darunter You Were Never Lovelier (1942) mit Fred Astaire und Rita Hayworth. Ab 1942 verfolgte er eine Solokarriere und trat in den prominenten Clubs New Yorks auf. Mit Machito und seinen Afro-Cubans nahm er bei Decca Records zwei Alben mit Hits wie Bim Bam Bum, Oye Negra und Rica Pulpa auf. Zwischen 1942 und 1944 trat er in Mexiko in zwölf Filmen auf.
Ab September 1944 lebte er in Los Angeles. Dort entstanden Aufnahmen mit La Sonora Matancera und Noro Morales. Daneben trat er in den Filmen Panamericana (1945) und Night In The Tropics (1946, mit Machito und seiner Band und an der Seite von Betty Reilly) auf. 1946 gründete er eine eigene Bigband, die er bis 1954 leitete. Beim Label SMC nahm er mit dieser 22 Titel (mit den Pianisten René Hernández, Eddie Cano und Al Escobar und dem Perkussionisten Little Ray Romero) auf, weitere entstanden bei Musicraft Records.
1954 löste er seine Band auf und tourte mit dem Pianisten Luisito Benjamín. Da sein Erfolg wegen der aufkommenden Rock-’n’-Roll-Musik nachließ, setzte er sich in Los Angeles zur Ruhe. 1963 lud ihn Mario Bauzá zu Aufnahmen für die LP Reunion mit Machito ein. Dies belebte seine Karriere neu, es entstanden noch mehrere Alben, darunter Inolvidables (1967, u. a. mit Chico O’Farrill, Machito, Victor Paz und Patato Valdez). Von 1966 bis 1976 hatte er zudem eine eigene Fernsehshow. Nachdem er bereits im März 1978 in Mexiko einen Herzanfall erlitten hatte, starb er am 9. November des Jahres während eines Auftritts im Hotel Tequemada in Bogotá.